# Internationaler Aeolus Bläserwettbewerb
Der Internationale Aeolus Bläserwettbewerb (kurz Aeolus Wettbewerb) ist ein Musikwettbewerb für die in der klassischen Musik etablierten Holz- und Blechblasinstrumente sowie das Saxophon. Er findet seit 2006 einmal jährlich im September in Düsseldorf statt. Der Wettbewerb hat sich auf seinem Gebiet seitdem zu einem renommierten Wettbewerb entwickelt und ist Mitglied der World Federation of International Music Competitions (WFIMC).
Der Internationale Aeolus Bläserwettbewerb wird für die Musikinstrumente Flöte, Oboe, Klarinette, Fagott, Saxophon, Trompete, Horn, Posaune und Tuba ausgerichtet. In einem Wettbewerb werden jedoch maximal drei verschiedene Instrumente zugelassen. Am Wettbewerb können junge Solisten jeder Nationalität bis zum Erreichen des 28. Lebensjahres teilnehmen. Der Wettbewerb wird von der Sieghardt Rometsch Stiftung in Zusammenarbeit mit der Robert Schumann Hochschule, der Tonhalle Düsseldorf und dem Deutschlandfunk veranstaltet.
Die Jury wird mit versierten Solisten und Professoren besetzt.
2019 hat die Sieghardt-Rometsch-Stiftung in Düsseldorf, die den Wettbewerb veranstaltet, die Preisgelder verdoppelt: Ab September 2020 zahlt die Stiftung insgesamt 60.000 Euro aus. Der erste Preis wird von bisher 10.000 auf 20.000 Euro erhöht. Der zweite Preis steigt von 7.000 auf 15.000 Euro. Der dritte Preis beträgt künftig 10.000 – statt bisher 6.000 Euro. Darüber hinaus gibt es künftig Preisgelder zwischen 1.800 und 1.000 Euro für den vierten bis sechsten Platz. Zudem erhalten die Semifinalisten 500 Euro. Der Publikumspreis in Höhe von 2.000 Euro und der Sonderpreis für die beste Interpretation zeitgenössischer Musik in Höhe von 7.000 Euro bleiben unverändert.

## Preisträger

### 2006
- 1. Preisträger Koryun Asatryan, Saxophon
- 2. Preisträger Ulrike Jakobs Fagott und Philipp Tutzer, Fagott
- Sonderpreis für die beste Interpretation zeitgenössischer Musik Koryun Asatryan, Saxophon

### 2007
- 1. Preisträger Balázs Toth, Trompete
- 2. Preisträger Paolo Mendes, Horn
- 3. Preisträger Zoltán Mácsai, Horn und Lukas Beno, Trompete
- Sonderpreis für die beste Interpretation zeitgenössischer Musik Balázs Toth, Trompete

### 2008
- 1. Preisträger Angelos Kritikos, Posaune
- 2. Preisträger Maria Cecilia Munoz, Flöte
- 3. Preisträger Timea Megyesi, Oboe
- Sonderpreis für die beste Interpretation zeitgenössischer Musik Barbara Kortmann, Flöte

### 2009
- 1. Preisträger Nikita Zimin, Saxophon
- 3. Preisträger Joonatan Rautiola, Saxophon
- Sonderpreis für die beste Interpretation zeitgenössischer Musik Joonatan Rautiola, Saxophon

### 2010
- 1. Preisträger Vikentios Gionanidis, Tuba
- 2. Preisträger Lars Karlin, Posaune
- 3. Preisträger Fabian Neuhaus, Trompete
- Sonderpreis für die beste Interpretation zeitgenössischer Musik Vikentios Gionanidis, Tuba

### 2011
- 2. Preisträger Alec Frank-Gemmill Horn und Seiya Ueno, Flöte
- 3. Preisträger Sergey Eletskiy, Klarinette
- Sonderpreis für die beste Interpretation zeitgenössischer Musik Seiya Ueno, Flöte und Yoichi Murakami, Horn

### 2012
- 1. Preisträger: Theo Plath, Fagott
- 2. Preisträger: Ivan Kobilskiy, Oboe
- 3. Preisträger: Bartlomiej Dus, Saxophon
- Sonderpreis für die beste Interpretation zeitgenössischer Musik: Eva Barthas, Saxophon

### 2013
- 1. Preisträger: Sebastian Kemner, Posaune
- 2. Preisträger: Tom Poulson, Trompete
- 3. Preisträger: Ruben de la Lamo, Tuba
- Sonderpreis für die beste Interpretation zeitgenössischer Musik: Tom Poulson, Trompete

### 2014
- 1. Preisträger: Blaz Sparovec, Klarinette
- 2. Preis wurde nicht vergeben
- 3. Preisträgerin: Elena Badaeva, Anna Klie, Flöte
- Sonderpreis für die beste Interpretation zeitgenössischer Musik: Claire Wickes, Flöte

### 2015
- 1. Preisträger: Andrea Cellachhi, Fagott
- 2. Preisträger: Christopher Koppitz, Oboe
- 3. Preisträger: Andreas Mader, Saxophon
- Sonderpreis für die beste Interpretation  zeitgenössischer Musik: Marceau Lefevre, Fagott

### 2016
- 1. Preisträgerin: Louise Pollock, Posaune
- 2. Preisträger: Constantin Hartwig, Tuba
- 3. Preisträger: Roeland Henkens, Trompete
- Sonderpreis für die beste Interpretation zeitgenössischer Musik: Lionel Jaquerod, Trompete

### 2017
- 1. Preis wurde nicht vergeben
- 2. Preisträger: Eudes Bernstein, Saxophon, und Matvey Demin, Flöte
- 3. Preisträger: Christoph Schneider, Klarinette
- Sonderpreis für die beste Interpretation zeitgenössischer Musik: Christoph Schneider, Klarinette

### 2018
- 1. Preisträger: Bora Demir, Horn
- 2. Preisträger: Marceau Lefèvre,  Fagott
- 3. Preisträger: Ilyes Boufadden-Adloff, Oboe
- Sonderpreis für die beste Interpretation zeitgenössischer Musik: Pascal Deuber, Horn

### 2019
- 1. Preisträger: Jonathon Ramsay, Posaune
- 2. Preisträger: Ross Knight, Tuba
- 3. Preisträger: Lennard Czakaj, Trompete
- Sonderpreis für die beste Interpretation zeitgenössischer Musik: Philippe Schwarz, Posaune

### 2021
- 1. Preisträger: Gioele Coco, Oboe
- 2. Preisträger: Traian Sturza, Fagott
- 3. Preisträger: Anna komarova, Flöte

Interpretation zeitgenössischer Musik: Tommaso Pratola, Flöte

## Preisgelder
- 1. Preis: 20.000 Euro (€), zusammengesetzt aus  17.000 € Preisgeld und 3.000 € Stipendium.
- 2. Preis: 15.000 €, zusammengesetzt aus 12.000 € Preisgeld und 3.000 € Stipendium.
- 3. Preis: 10.000 €, zusammengesetzt aus 7.000 € Preisgeld und 3.000 € Stipendium.
- 4. Preis:  1.800 €
- 5. Preis:  1.200 €
- 6. Preis:  1.000 €
- Verbleibende Semifinalteilnehmer: Anerkennungsprämie je 500 €
- Sonderpreis für die beste Interpretation zeitgenössischer Musik 7.000 €, zusammengesetzt aus 4.000 € Preisgeld und 3.000 € Stipendium
- Publikumspreis 2.000 €

Alle Preise werden jeweils fachübergreifend für die im betreffenden Jahr ausgeschriebenen Instrumente vergeben.